# Comté de Frontenac (Ontario)
Frontenac County est un comté et une division de recensement de la province Canadienne de l'Ontario. Il est situé dans l'est la partie du Sud de l'Ontario. La ville de Kingston est dans la division de recensement de Frontenac mais est séparée du Comté de Frontenac.

## Fusion
Politiquement, le Comté de Frontenac est une municipalité de palier supérieur dans la province canadienne de l'Ontario. Le traditionnel comté de l'Ontario d'avant 1998 a été aboli dans le cadre d'une restructuration et fusion et remplacé par une unité de gestion avec des pouvoirs limités nommé Conseil de Gestion de Frontenac. L'unité de gestion est redevenue un comté en 2003. 
Le conseil de comté comprend deux représentants de chaque canton. Le maire de South Frontenac reçoit une voix supplémentaire complétant les neuf votes du conseil.

## Subdivisions
Le comté est le haut niveau de gouvernement pour les municipalités suivantes :
- Le canton de North Frontenac
- Le canton de Central Frontenac
- Le canton de South Frontenac
- Canton de Frontenac Islands

La Ville de Kingston est dans la zone géographique de Frontenac et dans une partie de la division de recensement de Frontenac , mais est séparée de l'administration du comté.

## Démographie
Les chiffres ci-dessous sont pour la division de recensement de Frontenac qui combine le Comté de Frontenac et Kingston.
Historique des populations de la circonscription de Frontenac division de recensement:
La ville de Kingston constitue la grande majorité de la population de la division de recensement, ce qui fausse les données du recensement. Les statistiques pour le Comté de Frontenac, à l'exclusion de Kingston sont comme suit:
| 2001    | 2006    | 2011    | 2016    |
| ------- | ------- | ------- | ------- |
| 138 606 | 143 865 | 149 753 | 150 475 |